# Samiopoula
Samiopoula (griechisch Σαμιοπούλα [samjɔˈpula] (f. sg.)) ist eine etwa einen Quadratkilometer große Insel etwa 900 Meter südlich der Insel Samos. Verwaltet wird sie seit 1918 vom Dorf Spatharei im Gemeindebezirk Pythagorio auf der Insel Samos. Die höchste Erhebung erreicht 153,2 Meter.

## Geschichte und Geografie
Der osmanische Kartograph Piri Reis bezeichnet sie in einer Karte von 1520 als Arkoudonisi („Bäreninsel“). Auch der französische Forschungsreisende Tournefort erwähnt die Insel 1702. In der kleinen Siedlung befinden sich die Kirchen Agia Pelagia (Αγία Πελαγία), die in Dokumenten von 1789 erwähnt wurde, und Analipsi tou Sotiros (Αναλήψη του Σωτήρος) von 1793. Die Gebäudereste in der Nähe waren wahrscheinlich ehemalige Mönchsbehausungen. Beide Kirchen gehörten zum 1586 gegründeten Kloster Megali Panagia (Μεγάλη Παναγία) in der Nähe des Dorfes Koumaradei auf Samos. 1957 wurde die Insel verpachtet. Nachkommen des damaligen Pächters leben noch heute auf der Insel.
Auf der Insel herrscht niedrige Strauchvegetation vor. Ansonsten wachsen wenige Oliven-, Feigen-, Mandel- und Johannisbrotbäume. Zum Eigenbedarf kultivieren die Einwohner ein kleines Stück Land, zusätzlich halten sie einige Ziegen. Die Niederschläge des Winters werden in Zisternen gesammelt. Es wird angestrebt, die Insel mittels einer Photovoltaikanlage mit Solarstrom zu versorgen.
| Jahr      | 1920 | 1928 | 1940 | 1951 | 1961 | 1971 | 1981 | 1991 | 2001 | 2011 |
| --------- | ---- | ---- | ---- | ---- | ---- | ---- | ---- | ---- | ---- | ---- |
| Einwohner | 58   | 26   | 11   | 12   | 4    | 7    | 5    | 7    | 5    | 4    |

## Tourismus

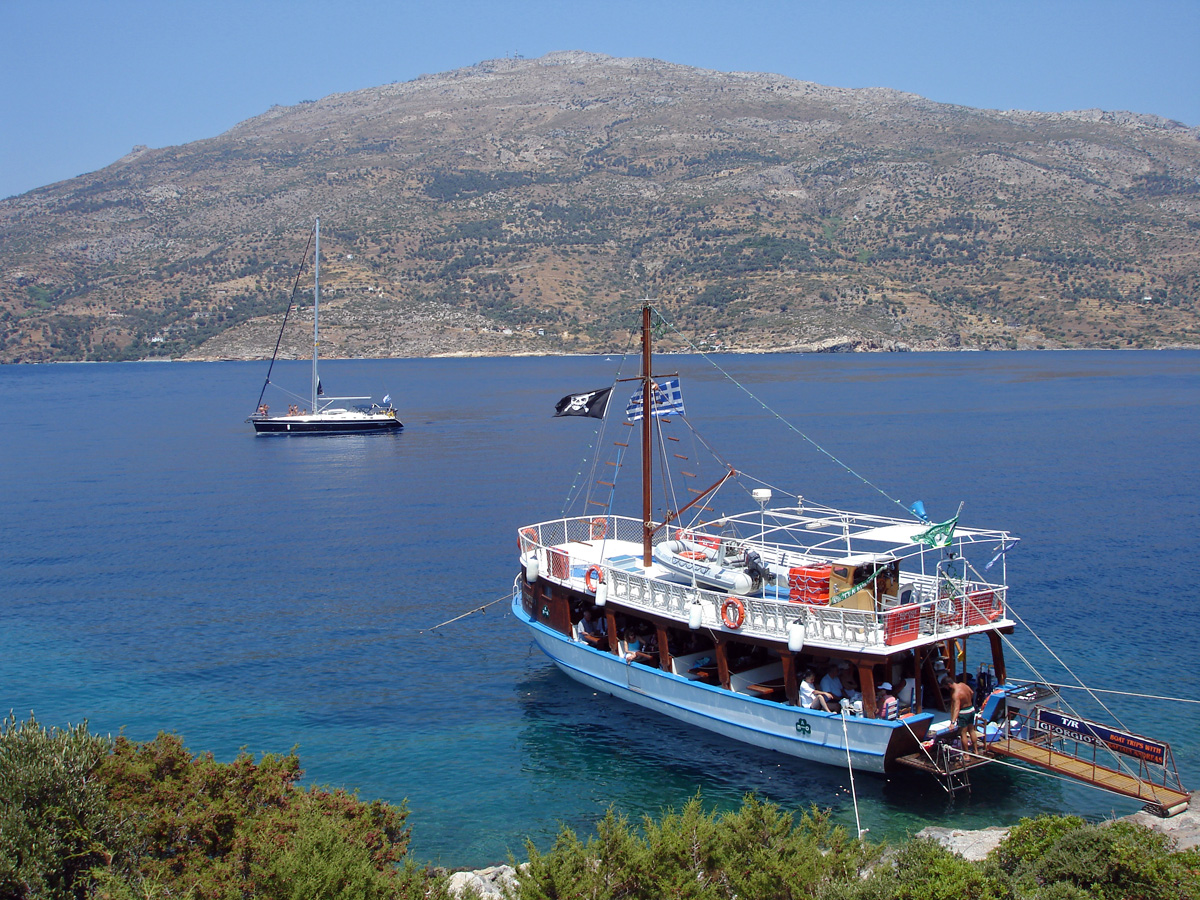
Ausflugsboot in der Katsakas Bucht, im Hintergrund Samos

Während der Sommermonate werden Badeausflüge aus Pythagorio und aus Ormos Marathokambou zum einzigen Strand Psalida (Ψαλίδα) angeboten. Eine kleine Taverne und Übernachtungsmöglichkeiten sind vorhanden. Die kleine Bucht von Katsakas (Κατσακάς) ist Ankerplatz und bietet auch Segelbooten Schutz gegen die vorherrschenden Winde aus Nordnordwest.